# Domenico Tarolli
Domenico Tarolli (Castel Condino, 17 ottobre 1797 – Pathein, 15 dicembre 1882) è stato un missionario italiano.
Domenico Tarolli è stato missionario cristiano cattolico in Birmania dal 1831 fino alla morte.

## Studi e Ordinazione sacerdotale
Frequentate le scuole d'obbligo dall'età di sei anni secondo l'ordinamento di Maria Teresa d'Austria proseguì gli studi presso il Ginnasio di Salò dal 1815 al 1817, nel collegio Perrone di Brescia dal 1817 al 1819 quando entrò nel seminario di Trento ove venne ordinato sacerdote il 22 settembre 1822 e ivi rimase altri due anni per terminare gli studi teologici. Per antica prassi sancita dal Concilio di Trento per essere ordinati sacerdoti bisognava disporre un patrimonio proprio o di benefici ecclesiastici sufficienti per vivere decorosamente: "Affinché quelli che si dedicano al servizio divino non siano costretti, con disonore dell'Ordine a mendicare o a esercitare un mestiere ignobile (Sessione XX1 del 16 giugno 1562 canone 2). La rendita del patrimonio in parte proprio e parte della madre su cui poteva contare il Tarolli non arrivava ai novanta fiorini annui stabiliti con ordinanza allora vigente, ma venne comunque ammesso dal vicario capitolare per raccomandazione del decano di Condino: "La buona anzi ottima moralità e abilità del detto chierico suppliranno abbondantemente alla deficienza suddetta."

## Da curato di Castel Condino a missionario in Birmania
Nel 1824 viene nominato curato di Castello. Vi rimase fino alla notte del 16 aprile 1830 quando riuscì via Storo e Ala a varcare segretamente dai confini dell'Impero austriaco per recarsi a Roma.
In quel periodo egli manifestò il desiderio di diventare missionario al rettore del Seminario Maggiore Pier Paolo Rigler il quale ne scrisse a Antonio Rosmini allora a Roma per i necessari contatti con Congregazione di Propaganda Fede che lo accettò. Il 21 giugno ebbe udienza con il papa e ricevette le istruzioni della Congregazione di Propaganda fede per andare in Birmania. Partì da Livorno il primo di agosto 1830 in rotta per l'Egitto. il 17 febbraio 1831 toccò Gedda e poi Bombay e raggiunse Rangoon l'11 maggio 1831

## L'attività missionaria in Birmania
Su un foglietto datato 21 maggio 1877 il Tarolli esponeva le date dei suoi spostamenti come missionario in Birmania:
- 1831 - 1834 Da Rangoon dove era sbarcato entrò nel regno di Ava ove rimase tre anni anche per studiare il Birmano.
- 1834 - 1938 Torna a Rangoon e si occupa anche dei Cariani nei villaggi attorno.
- 1839 - 1841 È a Moulmein colonia inglese sulla costa del Tenasserim con visite e apostolato nei villaggi della costa.
- 1841 - 1848 Torna a Rangoon e frequenta i villaggi circostanti abitati dai Cariani. Nel 1843 visita Pathein (allora chiamata Bassino). Lì ottiene il permesso di costruire una chiesa e si stabilisce alla fine del 1844 fino al 1848 ove fra l'altro mette in attività una tipografia.
- 1848 - 1852 A Myaungmya vi fonda la missione e vi si stabilisce.
- 1852 - 1853 È prigioniero a Amarapura e poi ambasciatore di pace.
- 1853 - 1858 "Passavo un mese a Bassino (Pathein)e uno a Miaumia (Myaungmya) distante circa 30 miglia"[4] ove ricostituisce comunità e ricostruisce edifici sacri.
- 1859 - 1874 Svolge la missione nei villaggi cariani fra cui viene nominato anche Nyang_U e nel 1872 ritorna a Myaungmya ove vive nel villaggio Kuntha. Nel 1874 visita varie missioni site nel delta del fiume Irrawaddy. In autunno viene sollevato dalla cura pastorale.
- 1881 A Myaungmya si celebrano i suoi cinquanta anni di vita missionaria.
- 1882 Su reca a Pathein per cure mediche ove muore il 15 dicembre.

## Spoglie
Nel 1889 i resti mortali vengono deposti in una tomba davanti all'altare di san Giuseppe nella chiesa di Myaungmya fatta costruire da lui.
Nel 1941, durante la seconda guerra mondiale, scoppia un disastroso conflitto fra Birmani e Cariani con morti, violenze e distruzioni, aggravate dall'invasione giapponese alla fine di quell'anno. Durante quegli sconvolgimenti nel 1942 la chiesa venne saccheggiata e bruciata, le tombe furono sconvolte e i resti dei sepolcri vennero poi raccolti in una fossa comune.

## Domenico Tarolli e la letteratura della Birmania
I primi libri in lingua birmana furono stampati a Roma nel 1776 a cura del missionario barnabita e vescovo il friulano Percoto.
A Moulmein verso il 1840 il Tarolli organizzò la prima tipografia cattolica (denominata Catholic Mission Press) e dal 1861 ne mise in attività una seconda a Pathein. Compose un alfabeto in caratteri latini con cui scrisse in birmano e in cariano vari libretti devozionali e in birmano una Via Crucis e un catechismo.

## La seconda guerra anglo-birmana e Domenico Tarolli ambasciatore di pace

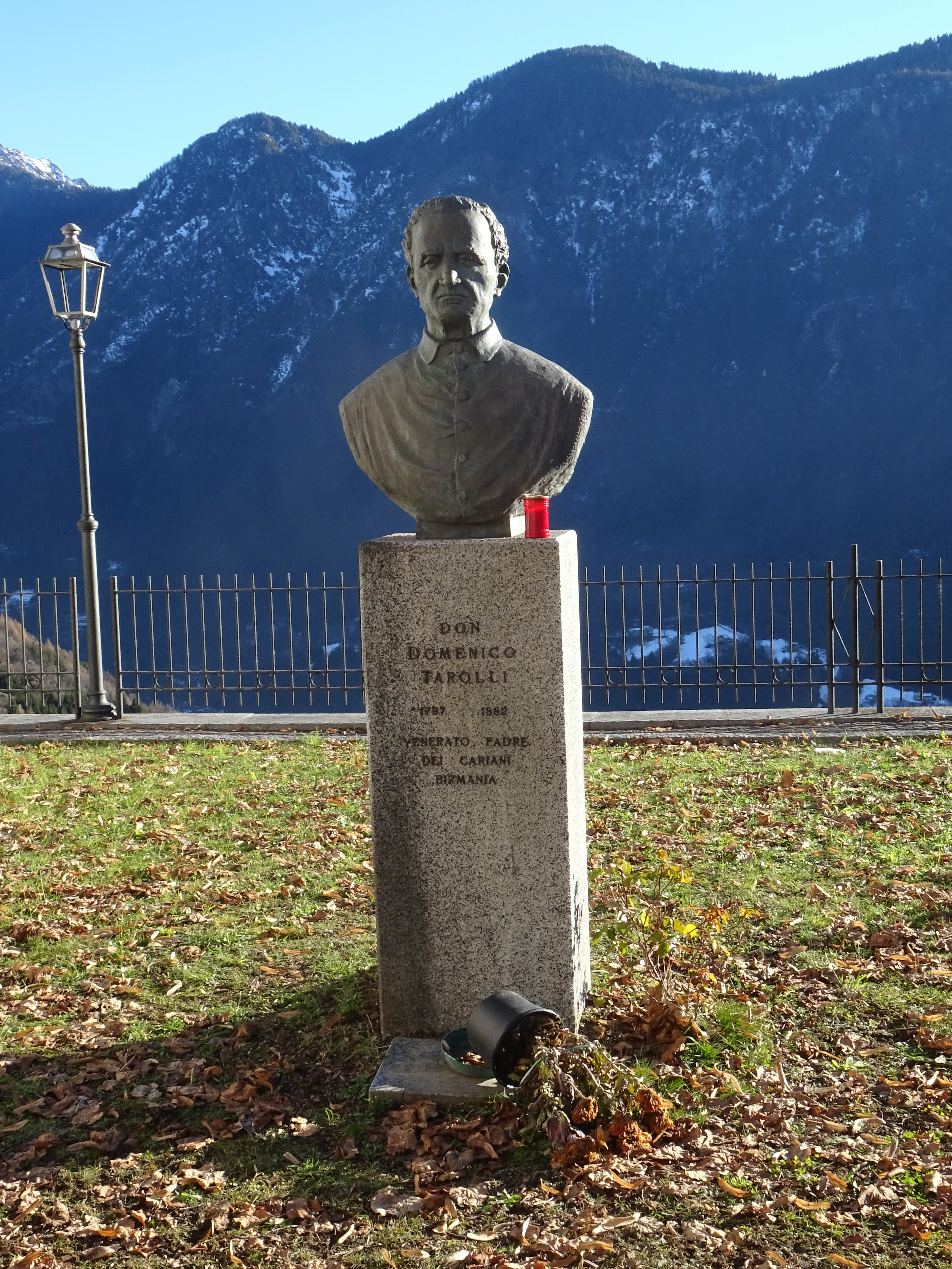
Busto raffigurante Domenico Tarolli

Allo scoppio delle ostilità della seconda guerra anglo-birmana, il re birmano Tharawaddy temendo che i missionari cristiani potessero collaborare con il nemico inglese, li fece imprigionare e deportare a Amarapura. Tarolli si trovava a Pathein quando "fu preso messo in catene, spedito alla capitale di Ava dove arrivò dopo un disastroso viaggio di un mese per acqua". Liberato dal principe Mindon a seguito di un colpo di stato venne inviato presso gli inglesi nel gennaio del 1853 accompagnato da Paolo Abbona per aprire trattative di pace. Dal principe Mindon, divenuto re, gli fu affidata una seconda missione diplomatica nel mese di marzo e partecipò poi al negoziato di pace nel mese di aprile associato ai dibattiti come assistente della delegazione birmana.

## Commemorazioni
A Castel Condino nel 1872 venne celebrato il cinquantesimo anniversario di vita sacerdotale di Domenico Tarolli. Nel 1881 a Myaungmya si celebrarono i suoi cinquanta anni di vita missionaria e nel marzo del 1999 a Myaungmya si celebrò il 150º anniversario della chiesa fondata dal Tarolli.

Nell'estate 2000 Castel Condino commemorava in maniera solenne il proprio concittadino Domenico Tarolli. Nell'occasione venne collocato in prossimità della chiesa un suo busto raffigurante Domenico Tarolli con la scritta "Venerato padre dei cariani Birmania". 
Il 26 giugno 2015 l'arcivescovo cardinale dell'Arcidiocesi di Yangon Charles Maung Bo fece visita assieme all'arcivescovo di Trento Luigi Bressan al comune di Castel Condino e ai luoghi d'origine di Domenico Tarolli.
Una delle vie principali del paese è denominata via Domenico Tarolli